# 大腸水療
大腸水療，（英語：colon cleansing，colon hydrotherapy, colon therapy），也稱大腸清洗（irrigation）、灌洗(colonic)、又稱大腸水浴、洗腸，腸浴、大腸spa，歸屬偽科學、另類療法，宣稱清除腸道中聚積的糞便以排出毒素。大腸水療缺乏科學證據。使用大量液體並深入結腸，可能有嚴重的風險。這裡所說的大腸水療與醫學之灌腸, enema, 不應混淆。醫療灌腸為一項醫療常規處置，在醫療情境下為特定目的，如糞便嵌塞或為了醫學檢查或手術作灌腸。相對之，另類療法的大腸水療則是出於其他原因，想從體內清除某些"物質"，即所謂的"排毒"而進行特別大量的灌腸。但是對於任何醫療狀況，都不建議也不需要所謂的大腸排毒。
操作大腸水療的作法有兩種，有的用管子將水（或混合草藥等成份、咖啡灌腸）經肛門注入直腸，或許達到大腸。有的大腸水療則使用口服配方，搭配如膳食纖維、草藥、膳食補充劑及瀉藥。進行大腸水療的理念在「腸道排毒」，即腐爛的糞便堆積在大腸，滋生寄生蟲或致病菌群，產生的各種毒素導致全身各種症狀和健康問題。茲進行大腸水療以避免腸道「自體中毒」。
自體中毒，autointoxication，是1884年法國布沙爾醫生創造的術語，是一種從古埃及和古希臘醫學發想的假說，在20世紀初被證偽。儘管如此「大腸裏有各種毒素影響身體，需要排毒」的迷思根深柢固，在21世紀，大腸水療，包括口服或灌腸，藉由網路宣傳和購物台廣作行銷。
大腸水療宣稱的效果並沒有科學證據。水療療程與某些水中毒、心臟病發作以及電解質不平衡有關，而設備維護不當或操作不當，可能會導致腸道感染或受傷、腸道穿孔。經常大腸水療可導致排便的依賴性，而某些水療使用的草藥則可能會影響處方藥的有效性或增加藥物不良反應的風險。

## 歷史
大腸水療的根基來自一種過時的「自體中毒」的概念，乃食物進入腸道並腐爛產生毒素，必須設法清除的說法。
古埃及人認為排泄物來自腸道腐朽，而腐朽伴隨的是死亡，他們也觀察到細菌的作用，因此在保存屍體前會將胃腸移出身體或是將保存液灌入腸道。他們如此認為腸道內容物可能對身體有毒，必須加緊排出。古埃及留下的醫學相關記載及 900種處方中，就有不少品項與腹瀉，排便清腸有關 。古埃及人認為，腸道內的毒素進入循環系統，引起發燒和產生膿液。古希臘人採納並擴展了這個信念。
隨著18世紀雷文霍克，19世紀，科恩、巴斯德、及柯霍開創了細菌學、微生物學、醫學微生物學，人們認識了病原菌致病。在1884年法國布沙爾醫生提出「自體中毒」假說。想法是，腸道作為一個排污下水道，而某種便秘會導致體內出現一個糞坑，食物殘渣會在這裡腐爛、變得有毒，並透過腸道重新吸收。還有聲稱，便秘會導致糞便在腸壁上硬化成宿便，阻礙營養物質的吸收（但沒有阻止毒素吸收）。可是在手術或驗屍時檢查大腸，並沒有發現所謂的糞坑、宿便。
自體中毒理論在19世紀末20世紀初，受到了一定程度的青睞。產生許多想象的保健治療之道如家樂氏提倡優格灌腸水療。大腸水療其支持者，如伊利亞·梅契尼可夫(1845-1916)，認為毒素會縮短壽命。這個概念擴展為自體中毒，即認為身體無法完全排除廢物和毒素，於是廢物和毒素就會積聚在腸道中。這種想法甚至導致為了治療不相關的症狀而手術切除大腸的極端作法。 大腸水療法宣稱以大量的水直接清洗掉腸道裡的雜質、毒素。但由於始終缺乏科學研究的支持，學界開始拒絕自體中毒假說。 1919 年，《美國醫學會雜誌》發表了《所謂自體中毒症狀的起源》，標識醫學界把自體中毒理論列入庸醫騙術。大腸水療可定位為一種“非常昂貴的灌腸”。
儘管沒有科學依據，自體中毒的說法仍存在大眾的想像中。 1990年代，大腸水療在另類醫學經歷了復興，廠商業者運用網紅見證代言和傳聞八卦作推廣。

## 操作
大腸水療有兩種主要類型。第一類是口服粉狀或液體配方。另一種是經肛門大腸灌洗 colonic。大腸灌洗、是一種“通過使用水或其他藥物進行大量灌腸來沖洗大腸內容物”的操作。 操作是由水療師使用塑膠管插入肛門直腸進行。機器或重力驅動的泵浦將大量液體（可達數十公升或更多）送入大腸。在灌水後，水療師可能會按摩腹部，同時大便糞液通過另一道管子排出體外。過程通常會重複幾次，平均持續 45 至 60 分鐘。
醫療情境下的「清潔灌腸，cleansing enema」是一種大量灌腸，是為了手術和檢查前腸道準備、將等張溶液，成人可能每次使用750~1000 毫升，灌入直腸並憋住五到十五分鐘之後自行排出。 大腸水療之灌洗則纇似反覆的清潔灌腸，但是使用更大量的液體，注入沖洗然後糞液由管子排出，重複此過程數次。
結腸灌洗被描述為浪費時間和金錢，一種「不明智」的做法，因為它沒有益處並且有嚴重傷害的風險 。 大腸水療之灌洗若大量灌入低張溶液，如清水、純水，會因迅速吸收水份而稀釋血液,須小心電解質及體液失衡。

### 規範
大腸水療之商家宣稱其設備經衛生機關(衛福部、美國食品藥物管理局等)認證。但其認證限於設備產品的規格，而非其操作以及使用。衛生機關不承認並取締商家在登記使用項目之外宣稱的有效性。衛生機關也沒有驗證或測試設備的操作維護。登記認證的醫療用途，大腸水療設備之使用限制在「浣腸如腸道檢查前準備」，等同於醫療清潔灌腸。
通常，大腸水療機屬於第二級的醫療器材，(第一級如紗布、OK繃，第二級如病床、血壓計，第三級如心律調節器)，登記項目使用範圍是「放射性或內視鏡檢查前的清腸」。

#### 美國
美國食品藥物管理局已多次警告水療設備製造商和供應商，禁止其對(登記使用項目之外的)有效性、（可能產生副作用）安全性的虛假聲明和警告其違反品質管制的違規行為。大腸水療的機器用於大腸水療是非法的，大腸水療機器的登記只限用於常規醫療「放射性或內視鏡檢查前的清腸」使用。咖啡灌腸比一般灌腸風險更高。包含咖啡灌腸以排毒的葛森療法是非法的。

## 無效性
業者聲稱大腸水療的各種沒根據，不在許可證範圍的健康益處，包括：
- 緩解便秘、腹瀉、腹脹、和脹氣痙攣
- 清除「宿便」毒素——食物殘渣累積至5公斤，有毒，像「銹」黏附在腸壁上，侵蝕身體。宿便不斷地產生各種毒素，被腸黏膜吸收到血液，並輸送到身體各個細胞。首先造成腸內環境惡化，腸胃功能紊亂，繼而引發內分泌失調，導致代謝紊亂，最後引發各種疾病，加速人體衰老與死亡。——假的。[13]
- 改善健康及肝、腎功能，降低三酸甘油酯——腸浴清除「宿便」，使肝、腎不必那麼辛苦的再過濾、再分解這些殘留在體內的廢棄物，減輕肝、腎負擔。——假的。[13]
- 增強免疫系統、促進新陳代謝
- 幫助減肥養成易瘦體質
- 增加能量 改善情緒
- 腸道菌相平衡          ——（即使補充部份益生菌，大量灌腸反而破壞腸道菌相[38]益生菌恢復腸道菌相的效果可疑[39]）
- 降低結腸癌的風險      ——（美國癌症協會反對大腸水療具有聲稱之效果[9]）
- 改善皮膚黑斑粗糙暗沉長痘痘
- 預防改善失眠、口臭、體臭、過敏
- 訓練腸道主動式蠕動，不產生依賴性——多次灌腸（不是不會，反而）可能會產生排便的依賴性。[40]

### 科學研究
便秘、腹瀉、腹脹等的腸道症狀不可以歸於無稽之「宿便」自體中毒。頭痛、疲勞和食慾不振也不可以。大腸功能在排便，有半成品，等待吸收礦物質和水分，而沒有‘宿便’。大腸水療業者聲稱各種健康益處的根據是對身體運作的錯誤解釋。大腸水療的各種效果幾乎沒有證據。大腸的功能就是排出廢物，除了糞便嵌塞或為了檢查、手術，不需要額外清洗大腸。大腸水療會破壞腸道的正常菌群，如果例行水療，會導致電解質和體液不平衡。
美國癌症協會表示 「宿便」自體中毒的理論不成立；科學證據不支持腸道會積聚毒素或排便不良會引起毒素的說法；科學證據不支持大腸水療可以治療任何疾病的說法。食品藥物管理局禁止大腸水療業者和銷售者宣傳未經科學證實的效果。食藥管理局已警告多家違規公司。目前沒有任何大腸水療機被核可例行使用。
美國國家衛生院表示
- 美國食品藥物管理局和聯邦貿易委員會（FTC）已取締多家銷售排毒、大腸水療產品的公司，因為它們虛假聲稱可以治病；或用於未經批准的醫療用途，即用於手術或腸道檢查前的準備之以外的用途。
- 美國食品藥物管理局取締那些宣傳虛假療效（例如降低癌症風險或治療嚴重疾病）來推銷大腸水療的業者。
- 針對「排毒」的人體研究數量很少。雖然部份研究在減重、減脂、胰島素抗性和血壓方面取得了短期正面成果，但研究品質低——存在有研究設計問題、研究對象太少以及缺乏同儕審察。信度不高。
- 證實大腸水療有效的臨床證據不夠，且其醫療用途的證據不足。

於線上醫學文獻分析和檢索系統(Medline)和生醫藥書目資料庫 (Embase) 上無法找到任何一項臨床試驗來證實大腸水療的益處。大腸水療的益處沒有經過任何科學證實，但它的危害卻清楚有。」大腸「清潔」和「排毒」不具生理意義，但對於那些認為自己在某種程度上「不乾淨」或「不純潔」的人來說，卻具有情感意義。正如古埃及人一樣，對健康神經質的人可以透過清腸、灌腸和瀉藥暫時緩解焦慮。

## 風險
美國國家衛生院提示
- 大腸水療可能會產生副作用，有些可能很嚴重。
- 口服「排毒」配方可能包括瀉藥，可能導致脫水和吸收不良。

罕見但嚴重的不良事件包括可能致命的直腸穿孔。大腸水療連帶清洗掉正常腸內細菌，會減少正常菌數與種類。也沖走大腸本要吸收的電解質。如果糞便有毒，那麼大約 15% 患有便秘的成年人患結腸或消化系統疾病的幾率應該更高，但是並沒有。大腸水療費用昂貴，且具有相當大的危害性。已有幾起因設備消毒不善通報阿米巴嚴重感染，其中一起導致36人患上阿米巴病，其中6人因腸穿孔而死亡。 例行灌腸可能導致心臟問題，如心臟衰竭。大腸水療對於某些腸道疾病，例如大腸炎或腸阻塞，可能會導致病情惡化。 

### 水中毒
大腸水療使用大量低張溶液可能造成腸壁吸收過多的水分引起水中毒，尤其是使用純水時。腸浴水療可導致體內電解質不平衡，出現胃部不適、嘔吐、心臟衰竭和肺部積水，尤其有腎臟、心臟病或其他健康問題，要特別小心。

### 便秘
大腸水療不僅不能預防慢性便秘、美容與瘦身，甚至造成便秘。

### 延誤正確醫療
此風險為另類療法所共通，甚至致命。